# La Femme du Ve
La Femme du Ve (The Woman in the Fifth) est un roman de l'Américain Douglas Kennedy, initialement publié en 2007 au Royaume-Uni. Il a été adapté au cinéma en 2011 par Pawel Pawlikowski, avec Kristin Scott Thomas et Ethan Hawke.

## Résumé
Harry Ricks, professeur d’art cinématographique dans une université américaine et victime d’une machination dans son pays, décide de se réfugier en France pour se échapper à la polémique. Il débarque avec quelques économies et son ordinateur pour se consacrer à l’écriture de son roman. Il s’installe d’abord dans un hôtel parisien miteux et se fait dépouiller par un gérant sans scrupules. Puis il se trouve une chambre de bonne, rue de Paradis.
Le cauchemar ne fait alors que commencer pour lui. Alors qu’il croit avoir touché le fond, une femme va venir bousculer sa vie. Elle s’appelle Margit et habite dans le Ve arrondissement. Sensuelle et énigmatique, elle donne rendez-vous à Harry seulement deux fois par semaine de 17 h à 20 h, pas une minute de plus. Harry est fasciné, envoûté par le charme de cette mystérieuse inconnue et accepte...

## Citations
- « La culpabilité est un processus qui obéit à une logique étrange. »
- « Mes rendez-vous avec Margit [...] me donnaient le sentiment d'échapper à la banalité de ma vie. Rien d'étonnant à ce que nous soyons tous à la recherche d'intimité. Non seulement elle nous permet de nous accrocher à quelqu'un et de nous convaincre que nous ne sommes pas seuls au monde, mais elle offre aussi une échappatoire à la routine prosaïque de notre existence. »
- « Il y a des tragédies dont on ne se remet jamais. On peut finir par s'habituer à la sensation de perte qui imprègne chaque heure de ses journées, à la tristesse désespérée qui teinte de gris tout ce que l'on perçoit et on peut même apprendre à vivre avec; mais cela ne signifie pas que la plaie a été définitivement cautérisée, la douleur contenue dans un coffre hermétique et finalement vaincue. »

(Connais toi toi-même)

## Éditions
Édition originale en anglais
- (en) Douglas Kennedy, The Woman in the Fifth, Londres, Hutchinson, 2007, 386 p. (ISBN 978-0-09-179954-0, LCCN 2008378714)

Éditions imprimées en français
- Douglas Kennedy (trad. Bernard Cohen), La Femme du Ve [« The Woman in the Fifth »], Paris, Belfond, coll. « Littérature étrangère », 3 mai 2007, 377 p. (ISBN 978-2-7144-4190-4, BNF 41023351)
- Douglas Kennedy (trad. Bernard Cohen), La Femme du Ve [« The Woman in the Fifth »], Paris, Pocket, coll. « Pocket » (no 13573), 1er octobre 2009, 408 p. (ISBN 978-2-266-19919-3, BNF 41326291)

Livre audio en français
- Douglas Kennedy (auteur) et Jean-Marc Delhausse (narrateur) (trad. Bernard Cohen), La Femme du Ve [« The Woman in the Fifth »], Paris, Audiolib, 13 février 2008 (ISBN 978-2-35641-006-1, BNF 41202625)Support : 1 disque compact audio MP3 ; durée : 10 h 30 min environ ; référence éditeur : Audiolib 25 0006 4

## Adaptation cinématographique
- 2011 : La Femme du Vème de Pawel Pawlikowski, avec Kristin Scott Thomas et Ethan Hawke. Note : à la différence des éditions imprimées françaises du roman, la version française du film recourt à l'abréviation « Vème » au lieu de « Ve ».